# Nina Nesbitt
Nina Lindberg Nesbitt (Balerno, Edimburgo, Escócia, Reino Unido, 11 de julho de 1994) é uma cantora e compositora escocesa-britânica. Seu single "Stay Out" chegou à vigésima primeira posição no Top 40 britânico, em abril de 2013.
Seu single "Way In The World", lançado em conjunto com um EP homônimo em 23 de julho de 2013, entrou para a  lista 'A' da BBC Radio 1, sendo bastante tocado nas rádios[carece de fontes?].
Em agosto de 2013, ela gravou uma versão da música "Don't Stop", de Fleetwood Mac, para uma campanha publicitária do ramo de seguros residenciais da varejista John Lewis, faixa que ficou em sexagésimo primeiro lugar em 1º de setembro nas paradas britânicas.
Seu álbum de estreia, Peroxide, foi lançado em 20 de fevereiro de 2014.

## Vida e carreira

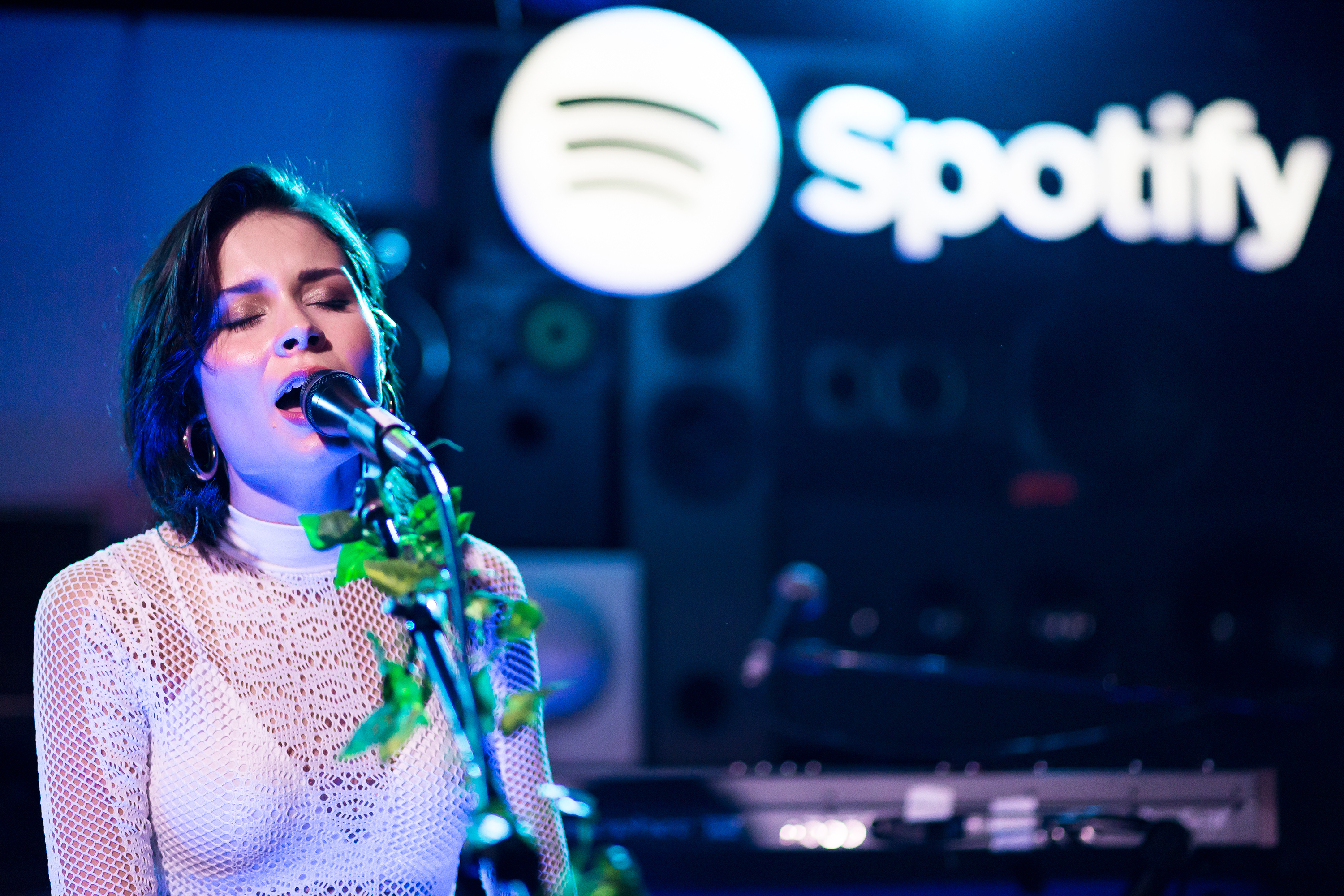
Nina Nesbitt, Charlotte Lawrence, and Sasha Sloan performing live at the Spotify Sessions "Louder Together" event at Resident DTLA in Los Angeles, California, on Saturday, March 24, 2018.

Nina nasceu em 11 de Julho de 1994 em Balerno, Edinburgh. Ela frequentou a pequena escola do bairro em Bellsquarry e frequentou, durante o High School, o Balerno Community High School. Sua mãe é sueca e seu pai é escocês. Ela começou sua carreira na música compondo e gravando músicas em seu quarto e colocando os vídeos em seu canal do Youtube. Ela toca violão, piano e flauta. Quando criança, participou de competições locais e regionais de ginástica.
Depois de conhecer Ed Sheeran, ela foi convidada a apoiá-lo em sua turnê pela Europa. Ela também foi convidada para apoiar Example depois de ele ter ouvido o cover de Nina de sua música "Stay Awake". Ela também apareceu no clipe da música de Ed Sheeran "Drunk".
Seu segundo EP, intitulado The Apple Tree, foi lançado em Abril de 2012 a alcançou a 6ª posição na lista de downloads do iTunes após ir ao ar na BBC Radio 1, e também alcançou #1 na list de cantor/compositor.
Em outubro de 2012, Nina embarcou em sua segunda tour britânica como artista principal, "Boy UK Tour", para promover seu single de estréia "Boy" e o EP de mesmo nome.
Em seguida ela anunciou o título de seu róximo EP, Stay Out, que foi lançado em 8 de Abril de 2013; a faixa de mesmo nome entrou nas paradas na posição #21 em Abril de 2013 e caiu para a #41 na semana seguinte.
Seu EP seguinte se chama "Way In The World" e foi lançado em 21 de Julho de 2013. A faixa título foi lançado como single e seu clipe foi lançado em 12 de Junho de 2013.
O próximo single de Nins será um cover de a música Don't Stop de Fleetwood Mac que será usada na camapnha de marketing da loj de departamentos John Lewis.
Em 6 de Setembro de 2013, Nina cantou "Flower of Scotland" no at Hampden Park antes de a Escócia enfrentar a Bélgica em um jogo eliminatório para a copa do Mundo.

### Boy UK Tour 2012
Em 9 de Outubro de 2012, Nesbitt embarcou em sua segunda turnê britânica como artista principal para promover seu single de estréia "Boy" nb nova gravadora Island Records. A turnê incluía o cantor-compositor Josh Kumra e o cantor-compositor Billy Lockett. A turnê começou em 9 de Outubro de 2012 em Oran Mor, Glasgow, Escócia e terminou em 18 de Outubro de 2012 em Dingwalls, Londres, Inglaterra.

## Discografia

### Álbuns
| Título   | Detalhes | Faixas |
| -------- | --- | --- |
| Peroxide | - Lançamento: 17 de Fevereiro de 2014 - Gravadora: Universal Music Group - Formatos: Versão física / Download digital | Edição Standart 1. "Peroxide" - 3:31 1. "Stay Out" - 2:43 2. "Selfies" - 3:26 3. "Two Worlds Away" - 3:25 4. "Align" - 3:58 5. "Mr. C" - 2:42 6. "He's the One I'm Bringing Back" - 3:01 7. "18 Candles" - 3:13 8. "Tough Luck" -3:18 9. "The Outcome" - 3:22 10. "Hold You" (featuring Kodaline) - 5:28 11. "We'll Be Back for More" - 3:20 12. "The Hardest Part" - 4:02 Edição Deluxe* 1. "Some You Win" - 3:34 2. "Bright Blue Eyes" - 4:09 3. "Britt Summer" - 3:09 4. "Don't Stop" - 2:46 5. "Not What Your Dad Wants to Know" - 2:59 6. "The Apple Tree" - 2:51 7. "The People - 5:27 *: Contém todas as faixas da edição standart. |

### Extended plays
| Título           | EP detales                                                                                 | Faixas |
| ---------------- | ------------------------------------------------------------------------------------------ | --- |
| Live Take        | - Lançado: 05 de Dezembro de 2011 - Gravadora: Universal - Formatos: Download digital      | 1. "Glue" (Live) - 2:17 2. "Noserings and Shoestrings" (Live) - 3:36 3. "Skeletons" (Live) - 4:47 4. "Babylon" (Live) - 4:53                                                          |
| The Apple Tree   | - Lançado: 20 de Julho de 2012 - Gravadora: Universal - Formatos: Download digital         | 1. "The Apple Tree" - 2:53 2. "Seesaw" - 2:47 3. "Hold You" - 5:05 4. "Only Love" - 3:15 5. "Make Me Fall" - 3:50                                                                     |
| Boy              | - Lançado: 06 de Dezembro de 2012 - Gravadora: Universal - Formatos: Download digital      | 1. "Boy" - 3:36 2. "Jessica (Demo)" - 4:38 3. "Boy (Acoustic Version)" - 3:35 4. "Boy (Hostage Remix)" - 3:49                                                                         |
| Stay Out         | - Lançado: 08 de Abril de 2013 - Gravadora: Universal - Formatos: Download digital         | 1. "Stay Out" - 2:45 2. "Just Before Goodbye" - 3:11 3. "No Interest" - 3:10 4. "Statues" - 4:13                                                                                      |
| Way In The World | - Lançado: 21 de Julho de 2013 - Gravadora: Universal - Formatos: Download digital         | 1. "Way In The World" - 3:06 2. "Brit Summer (Demo)" - 3:10 3. "Not Me" - 3:24 4. "Spiders" - 4:03                                                                                    |
| "Modern Love"    | - Lançado: 05 de fevereiro de 2016 - Gravadora: Universal - Formatos: Download digital, CD | 1. "Chewing Gum" - 3:19 2. "Take You To Heaven" - 3:59 3. "Masquerade (Niightwatch Demo)" - 3:33 4. "Chewing Gum (Niightwatch Demo)" - 3:33 5. "Chewing Gum (Leon Lour Remix)" - 5:50 |
| Life In Colour   | - Lançado: 10 de outubro de 2016 - Gravadora: N² Records - Formatos: Download digital, CD  | 1. Ontario - 3:05 2. Brisbane - 3:20 3. Los Angeles - 4:12 4. Manchester - 3:43 5. Stockholm - 3:29                                                                                   |

### Singles
| Ano  | Título        | Posições nas paradas | Posições nas paradas | Posições nas paradas | Posições nas paradas | Posições nas paradas | Álbum          |
| Ano  | Título        | UK                   | BEL (FL)             | BEL (FL)             | IRE                  | SCO                  | Álbum          |
| ---- | ------------- | -------------------- | -------------------- | -------------------- | -------------------- | -------------------- | -------------- |
| 2012 | "Boy"         | 139                  | —                    | —                    | —                    | —                    | Boy - EP       |
| 2013 | "Stay Out"    | 21                   | 26                   | 39                   | 77                   | 13                   | Stay Out - EP  |
| 2016 | "Chewing Gum" | —                    | —                    | —                    | —                    | —                    | Modern Love EP |